# Pirnove, Vîșhorod
Pirnove (în ucraineană Пірнове) este o comună în raionul Vîșhorod, regiunea Kiev, Ucraina, formată numai din satul de reședință.

## Demografie
Componența lingvistică a comunei Pirnove
     Ucraineană (94,92%)
     Rusă (4,93%)
     Alte limbi (0,15%)
Conform recensământului din 2001, majoritatea populației comunei Pirnove era vorbitoare de ucraineană (94,92%), existând în minoritate și vorbitori de rusă (4,93%).